# Reinhold Dessl

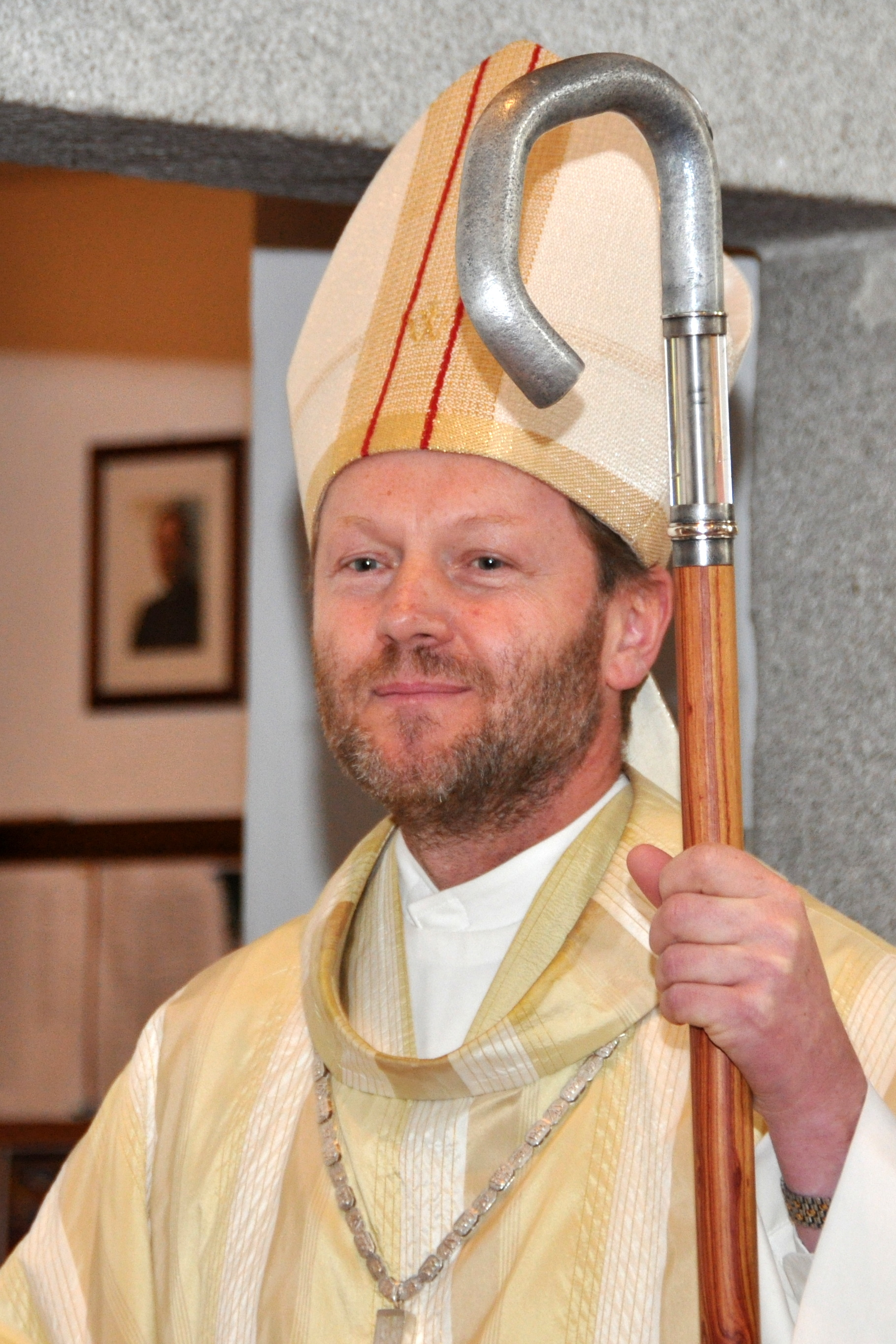
Reinhold Dessl (2015)

Reinhold Dessl OCist (* 6. August 1962 in Linz als Johann Dessl) ist ein österreichischer Ordenspriester. Seit 25. April 2013 ist er Abt des Stiftes Wilhering.

## Leben
Dessl ist Absolvent des Stiftsgymnasiums von Wilhering (1972–1980).  Nach der Matura 1980 trat er in den Zisterzienserorden ein und wurde Novize im Stift Wilhering, wo er den Ordensnamen Reinhold erhielt. Nach der zeitlichen Profess studierte er Theologie an der Katholisch-Theologischen Hochschule in Linz und spondierte dort 1987 mit seiner Diplomarbeit zur Herz-Jesu-Verehrung in Oberösterreich im 18. und 19. Jahrhundert. Nach seiner ewigen Profess 1984 und der Priesterweihe wirkte Dessl von 1988 bis 2011 als Kaplan in Gramastetten. 1990 folgte seine Promotion über den Wilheringer Abt Theobald Grasböck (1892–1915) und seine Tätigkeit als Generalvikar der Österreichisch-Ungarischen Zisterzienserkongregation.
Mit 1. September 2011 wurde Dessl zum Pfarrer von Gramastetten und Expositus von Eidenberg ernannt. Der Konvent von Wilhering wählte Dessl am 8. Juni 2012 zum Prior-Administrator, nachdem Abt Gottfried Hemmelmayr altersbedingt resigniert hatte. Am 25. April 2013 wurde er als jüngster Konventuale unter Vorsitz von Abtpräses Wolfgang Wiedermann zum 74. Abt des Stiftes Wilhering gewählt. Generalabt Mauro-Giuseppe Lepori spendete ihm am 26. Juni 2013 die Abtsbenediktion. Zudem ist er seit 21. November 2016 in der Diözese Linz Vorsitzender der Diözesanen Ordenskonferenz sowie gewähltes Mitglied im Vorstand der Superiorenkonferenz der männlichen Ordensgemeinschaften Österreichs. Am 22. Oktober 2021 wurde Dessl zum Dechanten des Dekanats Ottensheim ernannt.

## Publikation
- 750 Jahre Pfarre Zwettl an der Rodl – Geschichten rund um den Kirchturm, Vortrag vom 1. Oktober 2014 in Zwettl[9]